# Dachsberg
Dachsberg là một xã thuộc huyện Waldshut trong bang Baden-Württemberg thuộc nước Đức.